# Francesco Napolitano
Francesco Napolitano (Nola, 21 gennaio 1907 – 24 ottobre 1971) è stato un politico italiano.